# Aponus

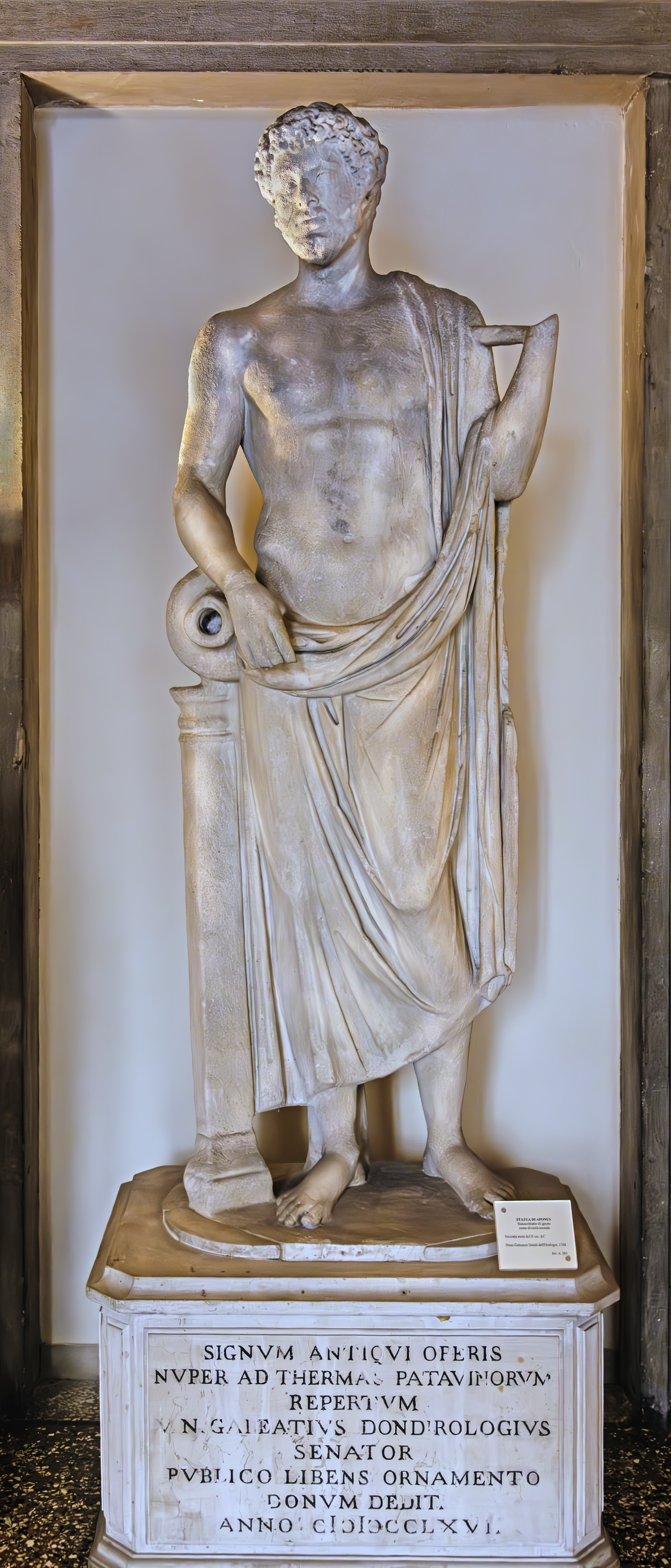
Aponus, Seconda metà del II secolo a.C. - Museo archeologico nazionale di Venezia

Aponus è un antico dio veneto delle acque termali, identificato con Apollo e come questo, dispensatore di salute.
Il suo santuario principale doveva essere nella località che da lui prese nome, fons Aponi o aquae Aponiae, località termale corrispondente alla zona dell'attuale Abano Terme, in provincia di Padova, ma con centro forse nella vicina località di Montegrotto. Sul colle Montirone (Abano Terme) di Abano i ritrovamenti archeologici mostrano un tempio dedicato al dio risalente ad almeno il I secolo d. C.
Il nome deriva dalla radice indoeuropea *ap che significa "acqua".
Secondo alcuni miti, in questa località Ercole aveva dedicato un tempio a Gerione, mentre Fetonte era qui precipitato con il carro del Sole.